# Rowlf
Rowlf è un personaggi dei Muppet, è un trasandato cane marrone di razza indeterminata con un naso rotondo nero e lunghe orecchie flosce. Egli è stato creato (e originariamente eseguito) da Jim Henson.
Rowlf è pianista del Muppet Show. Anche se Kermit la Rana è spesso accreditato come l'icona dei Muppet, Rowlf era in realtà il primo vero Muppet ad essere una "stella" come un personaggio ricorrente del The Jimmy Dean Show.
Rowlf è un tipo calmo e tranquillo. Lui è molto accomodante e un fan di musica classica (in particolare di Beethoven).

## Storia
Rowlf è stato introdotto nel 1962 per le pubblicità di cibo per cani dell'epoca "Purina Dog Chow", come testimonial, affiancato da un altro cane Muppet. Rowlf è stato progettato da Jim Henson e costruito da Don Sahlin (Rowlf è stato il primo burattino costruito da Sahlin). Rowlf è diventato sul serio popolare quando è comparso sul The Dean Jimmy Show come spalla di Jimmy Dean avendo un posto fisso dallo spettacolo dal 1963 al 1966.
Nel 1968 Rowlf è apparso con Kermit in un episodio di prova per promuovere Sesame Street. Alla fine dell'episodio, Rowlf è entusiasta di entrare a fare parte del cast di Sesame Street, mentre Kermit non sembra esserlo, per ironia della sorte, fu Kermit a diventare una stella del programma, mentre Rowlf fece solo un cameo nella prima stagione del 1969, ma non ha mai fatto parte del cast regolare dello show.
Nel 1976 Rowlf su è unito al cast del Muppet Show come pianista dello show. Rowlf ha anche interpretato la parte di un medico spiritoso ma incompetente nello sketch ricorrente "Ospedale del Veterinario". Rowlf raggiunto la celebrità nel film Ecco il film dei Muppet (1979). Il film racconta che prima di far parte dei Muppet, Rowlf era il pianista di un bar, che viene scoperto da Kermit, durante il suo viaggio verso Hollywood.
Nel 1984 in Muppet Babies compare una versione infante di Rowlf che suona un pianoforte giocattolo. Intorno agli anni '90, dopo la morte di Jim Henson, Rowlf cominciò di rado a fare comparse. Dal 1996 è stato eseguito da Bill Barretta.

## Filmografia
- The Jimmy Dean Show (1963-1966) - TV
- Sesame Street (1969) - TV
- Muppet Show (1976-1981) - TV
- Ecco il film dei Muppet (1979)
- Giallo in casa Muppet (1981)
- I Muppet alla conquista di Broadway (1984)
- Muppet Babies (1984-1991) - TV
- Festa in casa Muppet (1992)
- I Muppet nell'isola del tesoro (1996)
- Muppets Tonight (1996-1997) - TV
- I Muppets venuti dallo spazio (1999)
- Natale con i Muppet (2002) - TV
- I Muppet e il mago di Oz (2005) - TV
- A Muppets Christmas: Letters to Santa (2008) - TV
- Studio DC: Almost Live (2008) - TV
- I Muppet (2011)
- Lady Gaga & the Muppets' Holiday Spectacular (2013) - TV
- Muppets 2 - Ricercati (2014)
- I Muppet (2015-2016) - TV